# 俵萌子
俵 萠子（たわら もえこ、1930年〈昭和5年〉12月7日 - 2008年〈平成20年〉11月27日）は、日本の評論家・エッセイスト。

## 経歴・人物
建築家中野順次郎の子として、大阪府大阪市に生まれる。本名は中野萌子。
大阪府立大手前高等学校、大阪外国語大学フランス語学科を卒業。戦後、4年制大学卒の女性記者第1号として産経新聞社に入社。大阪文化部時代は司馬遼太郎と机を並べた。1965年に同社を退社し、以後、女性、家庭、老人、教育などを中心に据えて評論家として活動する。また東京・中野区の教育委員を務めたほか、国政進出を試みたこともあった。
1986年から陶芸を始め、1995年には群馬県勢多郡富士見村の赤城山に『俵萠子美術館』を設立。
65歳のとき乳癌を発症。2001年に癌で乳房を失った女性が温泉に入浴し、交流を深めることを目的としたグループ「1・2の3で温泉に入る会」を立ち上げ、会長を務め、2006年からはがん患者団体支援機構の理事長も担った。
2008年11月27日、肺炎のため東京都渋谷区の病院で死去、77歳没。同年12月1日には先述の俵萠子美術館も閉館となった。

### 政治活動
1977年、日本社会党参議院議員田中寿美子・評論家吉武輝子らとともに「政治を変えたい女たちの会」を結成。同年第11回参議院議員通常選挙に革新自由連合公認で東京都選挙区から立候補。ルポライター竹中労らの支援を得たものの、この選挙には榎美沙子率いる日本女性党が候補者を立て確認団体となって選挙運動を行っていたことから、中ピ連以来の特異な活動で知られた榎一派と混同され苦戦。マスコミでも「諸派・無所属の女性候補」としてまとめて取り上げることが多く、有権者の誤解を受けた。俵は326565票を獲得するも第7位で落選した。一方この選挙に榎は立候補しなかったことから、俵と吉武（全国区に無所属で立候補し落選）は「なぜあなたは国民の審判を受けなかったのか」「男性を排除しようというあなた方の主張は間違っている。日本女性党のおかしな運動のせいで私達の主張が有権者に伝わらなかったことが残念」「女性解放運動を嘲笑の対象にした」などと批判した。
1990年、第39回衆議院議員総選挙に群馬1区から日本社会党公認で立候補する予定であったが、俵擁立をめぐって社会党内が混乱したため立候補を取りやめた。以後、政党・政治活動からは距離を置いている。

### 中野区教育委員
1981年から1985年まで東京都中野区の教育委員を務めた。これは文部省の反対を押し切った準公選制度の下で選任されたもので、俵はこの制度の推進者だった。

### 私生活
産経新聞社の同僚で、同年齢だった俵孝太郎と結婚し1男1女をもうけたが後に離婚。戸籍上は旧姓の「中野」に戻したが筆名として「俵」の名字を用いた。女性の権利尊重や住民参加の拡大を訴える萌子の主張は、保守派の論客として活動を続ける孝太郎とは一線を画している。

## 著書
- 『ママ、日曜でありがとう 体当り共稼ぎ育児レポ』秋田書店<サンデー新書>、1964年[9]。
- 『どぎまぎ性教育―娘と息子に試みたこと』学習研究社<Live books>、1979年11月。ISBN 4050026740。
- 『親は逃げられない』サンケイ出版、1982年10月。
- 『親は逃げられない―私の育てた2人のこども』海竜社、1987年11月。ISBN 4759301623。
- 『俵萌子の教育委員日記』毎日新聞社、1983年1月。ISBN 4620304069。
- 『続・俵萌子の教育委員日記』 毎日新聞社、1988年10月。ISBN 462030655X。
- 『教師にのぞむこと―いじめ、体罰、管理教育をなくすには』岩波書店<岩波ブックレットno.56>、 1986年2月。ISBN 4000049968。
- 『命を輝かせて生きる―わたしの選んだ第二の人生』海竜社、1996年3月。ISBN 4759304592。
- 『新装版 -子どもの世話にならずに死ぬ方法』中央公論新社、2021年10月。ISBN 4120054705。（2009年3月、中公文庫）

### 編著
- 俵萠子編、「国際婦人年をきっかけとして行動を起こす女たちの会」離婚問題分科会『離婚は怖くない』読売新聞社<Yomi book>、1979年7月。